# Alexis Chantraine
Joseph Dieudonné Alexis Chantraine (Bressoux, 16 marzo 1901 – 24 aprile 1987) è stato un calciatore e allenatore di calcio belga.

## Carriera
Chantraine giocò per tutta la sua carriera per il Royal FC Liegi dove totalizzò 382 presenze e per il quale fu anche allenatore.
Con la Nazionale belga, disputò il Mondiale 1930 senza giocare alcuna partita.